# Hazel Massery
 (juin 2025).
La mise en forme du texte ne suit pas les recommandations de Wikipédia : il faut le « wikifier ».
Les points d'amélioration suivants sont les cas les plus fréquents. Le détail des points à revoir est peut-être précisé sur la page de discussion.
- Les titres sont pré-formatés par le logiciel. Ils ne sont ni en capitales, ni en gras.
- Le texte ne doit pas être écrit en capitales (les noms de famille non plus), ni en gras, ni en italique, ni en « petit »…
- Le gras n'est utilisé que pour surligner le titre de l'article dans l'introduction, une seule fois.
- L'italique est rarement utilisé : mots en langue étrangère, titres d'œuvres, noms de bateaux, etc.
- Les citations ne sont pas en italique mais en corps de texte normal. Elles sont entourées par des guillemets français : « et ».
- Les listes à puces sont à éviter, des paragraphes rédigés étant largement préférés. Les tableaux sont à réserver à la présentation de données structurées (résultats, etc.).
- Les appels de note de bas de page (petits chiffres en exposant, introduits par l'outil «  Source ») sont à placer entre la fin de phrase et le point final[comme ça].
- Les liens internes (vers d'autres articles de Wikipédia) sont à choisir avec parcimonie. Créez des liens vers des articles approfondissant le sujet. Les termes génériques sans rapport avec le sujet sont à éviter, ainsi que les répétitions de liens vers un même terme.
- Les liens externes sont à placer uniquement dans une section « Liens externes », à la fin de l'article. Ces liens sont à choisir avec parcimonie suivant les règles définies. Si un lien sert de source à l'article, son insertion dans le texte est à faire par les notes de bas de page.
- La présentation des références doit suivre les conventions bibliographiques. Il est recommandé d'utiliser les modèles {{Ouvrage}}, {{Chapitre}}, {{Article}}, {{Lien web}} et/ou {{Bibliographie}}. Le mode d'édition visuel peut mettre en forme automatiquement les références.
- Insérer une infobox (cadre d'informations à droite) n'est pas obligatoire pour parachever la mise en page.

Pour une aide détaillée, merci de consulter Aide:Wikification.
Si vous pensez que ces points ont été résolus, vous pouvez retirer ce bandeau et améliorer la mise en forme d'un autre article.
Hazel Bryan Massery, née le 31 janvier 1942(p45) est une citoyenne américaine initialement connue pour son opposition à la déségrégation scolaire. Elle est notamment figurée sur une photographie emblématique, immortalisée en 1957 par le photojournaliste Will Counts, où elle apparaît invectivant Elizabeth Eckford, membre des Neuf de Little Rock, lors de la crise de Little Rock(pp60–62).

## Lycée de Little Rock
Le 9 septembre 1957, neuf élèves afro-américains firent leur entrée au lycée Little Rock Central, devenant ainsi les premiers étudiants noirs de l’établissement. Parmi eux figurait Elizabeth Eckford. Alors qu’elle se rendait à l’école, un groupe d’adolescentes blanches la prit à partie, lui adressant des invectives et scandant : « Deux, quatre, six, huit ! Nous ne voulons pas nous intégrer !» L’une de ces jeunes filles, Hazel Bryan, se distingua par son comportement véhément. Benjamin Fine, journaliste au New York Times, la dépeignit comme « hurlante, en proie à une exaltation frénétique, semblable à l’effervescence que suscitait alors Elvis Presley parmi ses admirateurs ». Bryan lança également à Eckford des propos injurieux, dont : « Rentre chez toi, nègre ! Retourne en Afrique ! »,
Après que la photographie eut été rendue publique, Hazel commença à recevoir un courrier majoritairement critique, émanant principalement des États du Nord. L’écrivain David Margolick relata que, si Hazel jugea ces réactions « surprenantes », « ses parents estimèrent que cette soudaine notoriété était suffisamment inquiétante pour la retirer de l’établissement scolaire ». 
Bryan quitta son nouvel établissement scolaire à l’âge de dix-sept ans, épousa Antoine Massery et fonda un foyer. Par la suite, sa perception de Martin Luther King Jr. et de la déségrégation évolua. Hazel Bryan Massery, d’un naturel interrogateur et méditatif, prit conscience un jour que ses enfants découvriraient, dans leurs manuels d’histoire, que la jeune fille hargneuse figurant parmi les illustrations n’était autre que leur mère. Elle mesura alors l’étendue de la responsabilité qui lui incombait.
En 1963, ayant reconsidéré sa position sur la question de l’intégration et éprouvant des remords quant à son comportement envers Elizabeth Eckford, Hazel Bryan prit l’initiative de la contacter pour lui présenter ses excuses. Leur entrevue resta sans suite immédiate, et Eckford, interrogée par la presse, s’abstint alors de révéler l’identité de la jeune femme figurant sur la célèbre photographie.
Après les événements de Little Rock, Hazel s'engagea davantage dans la vie politique, élargissant son action à l'activisme pacifiste et au travail social. David Margolick a relevé qu’elle dispensait des enseignements en puériculture à des mères noires célibataires et organisait des excursions pour des adolescentes issues de milieux défavorisés. Elle fréquentait assidûment le rayon d’histoire afro-américaine de la librairie Barnes & Noble locale, acquérant des ouvrages de Cornel West et de Shelby Steele, ainsi que le volume complémentaire de Eyes on the Prize. 
Bryan espérait recouvrer sa réputation, mais cette reconnaissance n’intervint qu’à l’occasion du quarantième anniversaire de la déségrégation du lycée Central, en 1997. Will Counts, le photographe à l’origine du cliché devenu iconique, organisa une nouvelle rencontre entre Elizabeth Eckford et Hazel Bryan. Cette entreprise permit des gestes de réconciliation, comme le relata un éditorial de l’Arkansas Democrat-Gazette en date du 1er janvier 1998 :
 

## Communication avec Elizabeth Eckford
En 1997, lors d’une nouvelle rencontre entre Elizabeth Eckford et Hazel Bryan, une certaine gêne persiste, bien que les deux femmes parviennent brièvement à établir une relation amicale. En 1999, le journaliste David Margolick se rend à Little Rock et organise un entretien avec elles. Hazel Bryan déclare alors : « Je pense qu’elle… parfois, nous avons un peu… enfin, la lune de miel est terminée, et maintenant nous pouvons sortir les poubelles. » Pour sa part, Elizabeth Eckford développe l’impression que Bryan « souhaitait qu’[elle] soit guérie, qu’[elle] tourne la page et que cela ne se prolonge pas… Elle désirait que [sa] gêne s’atténue afin de ne plus se sentir responsable. » 
En 2000, les deux femmes n’entretenaient plus de relations suivies. Interrogée sur la possibilité de rééditer une affiche intitulée Réconciliation, représentant Elizabeth et Hazel se donnant la main, Elizabeth y consentit à la condition qu’y fût apposé un discret autocollant portant ces mots : « Une véritable réconciliation ne saurait advenir sans que soit reconnu, en toute honnêteté, notre passé douloureux, bien que commun. » 